# كيث جونز (لاعب كرة قدم بريطاني)
كيث جونز (بالإنجليزية: Keith Jones)‏ (23 أكتوبر 1928 في المملكة المتحدة - 25 أغسطس 2007 في المملكة المتحدة) هو لاعب كرة قدم بريطاني في مركز حراسة المرمى. شارك مع منتخب ويلز لكرة القدم. أما مع النوادي، فقد لعب مع أستون فيلا وبورت فايل ونادي كرو ألكساندرا ووست بروميتش ألبيون.

## وصلات خارجية
- كيث جونز على موقع قاعدة بيانات كرة القدم.إي يو (الإنجليزية)